# Rogue Fitness
Rogue Fitness (legalmente denominada Coulter Ventures, LLC, muitas vezes chamada apenas Rogue ) é uma fabricante e distribuidora americana de equipamentos de ginástica com sede em Columbus, Ohio . A empresa produz equipamentos de força e condicionamento, como halteres de levantamento de peso, placas e racks, kettlebells, bem como uma variedade de equipamentos de CrossFit, academias residenciais, além de material para equipes esportivas militares, universitárias e profissionais.

## História
Começamos como uma academia de garagem na comunidade CrossFit. A Rogue começou vendendo cordas de pular e caixas em um pequeno espaço. Estávamos nos CrossFit Games e foi lá que soubemos como queríamos contribuir para a Comunidade CrossFit. Temos feito isso desde então. O CrossFit foi e é crucial para o sucesso da Rogue Fitness.

Bill Henniger
Rogue foi lançada originalmente em 2007 em Toledo, Ohio, por Bill Henniger. Ele justificou a criação por ter tido dificuldade em encontrar os equipamentos necessários para sua nova academia, uma afiliada da CrossFit. Daí, ele montou uma página de comércio eletrônico, com a intenção de vender todos os equipamentos necessários para uma academia CrossFit. Inicialmente, a Rogue vendia apenas equipamentos de outros fabricantes por meio de seu site, mas ainda havia problemas com os clientes tendo que lidar com vários fabricantes e suas próprias taxas e horários de envio, bem como equipamentos não totalmente adequados para o CrossFit. Para resolver os problemas e agilizar a entrega, a empresa começou a armazenar os equipamentos e, eventualmente, a construir alguns dos equipamentos. A empresa dependeu principalmente da fabricação local e dos EUA para permitir uma resposta mais rápida à demanda.
A empresa cresceu e se tornou uma fábrica de 460 metros quadrados, em Columbus, ao lado de um box de CrossFit que Henniger também possuía. A Rogue começou a oferecer mais produtos e também começou a fabricar ainda mais deles. Em 2014, contava com um espaço de fabricação com 16.300 metros quadrados e produz uma variedade de equipamentos de treinamento de força, como halteres, halteres, kettlebells e bolas medicinais, e também outros produtos para exercícios, como a Echo Bike.
Em janeiro de 2014, foi criada a Rogue Europe na Finlândia. Também foi aberta uma filial na Bélgica.
A Rogue Fitness tinha 200 funcionários em 2014, aumentando para 600 em 2019, e 850 em 2020. Possuía 1.400 funcionários em todo o mundo em 2022.